# Лоурі Фернандес
Лоурі Фернандес (1929 — 22 січня 1995) — індійський хокеїст на траві.
Олімпійський чемпіон 1948 року.